# 1910 en architecture
| Années de l'architecture : 1907 - 1908 - 1909 - 1910 - 1911 - 1912 - 1913    |
| Décennies de l'architecture : 1880 - 1890 - 1900 - 1910 - 1920 - 1930 - 1940 |

Cet article présente les faits marquants de l'année 1910 en architecture.

## Réalisations
- 27 novembre : inauguration de la gare de Pennsylvania Station à New York, conçue par le cabinet McKim, Mead, and White, qui fut, lors de sa mise en service, la plus grande gare du monde.
- Début de la construction de la Villa Grampa en style néo-Renaissance à Temperley, Argentine ; elle est achevée en 1914.
- Début de la construction de la Grande Synagogue de Constanța en Roumanie, de style néo-mauresque.

## Naissances
- 2 août : Renaat Braem, architecte belge de langue néerlandaise († 31 janvier 2001).
- 7 août : Lucien Hervé, photographe d'architecture français d'origine hongroise († 26 juin 2007).
- 20 août : Eero Saarinen, architecte et designer américain d'origine finlandaise († 1er septembre 1961).
- 10 octobre : Julius Shulman, photographe d'architecture américain († 15 juillet 2009).
- 7 novembre : Carlo De Carli, architecte et théoricien de l'architecture italien († 3 mars 1999).
- 13 décembre : Mikhaïl Possokhine, architecte soviétique († 22 janvier 1989) .

## Décès
- 29 février : Édouard Duchâtelet, architecte français (° 22 février 1828).